# Теново
Теново (мкд. Теново) је насељено место у Северној Македонији, у северозападном делу државе. Теново припада општини Брвеница.

## Географски положај
Насеље Теново је смештено у северозападном делу Северне Македоније. Од најближег већег града, Гостивара, насеље је удаљено 15 km северно.
Теново се налази у горњем делу историјске области Полог. Насеље је положено у источном делу Полошког поља. Западно од насеље се пружа поље, док се ка истоку издиже Сува гора. Западно од села протиче Вардар. Надморска висина насеља је приближно 460 метара.
Клима у насељу је умерено континентална.

## Становништво
По попису становништва из 2002. године Теново је имало 1.602 становника.
Претежно становништво у насељу су Албанци (87%), а у мањини су етнички Македонци (13%). 
Већинска вероисповест у насељу је ислам, а мањинска православље. Почетком 20. века број православних и муслимана у насељу је био приближан.